# Ångfartygs Aktiebolaget Stockholm-Lübeck
Ångfartygs Aktiebolaget Stockholm-Lübeck var ett svenskt rederi bildat 18 januari 1894 i Stockholm.
Bolaget avsikt var att bedriva in- och utrikes frakt- och passagerartrafik med ångbåtar. Bland styrelsemedlemmarna märktes Carl E Nyman och Axel Maurits Schultz från Nyman & Schultz samt Jacob N Svensson. Man köpte redan samma år in ångfartyget S/S Dana från Ångfartygs AB Södra Sverige och S/S Sydkusten Södra Kustens Ångfartygs AB. Båda fartygen sattes in på rutten Stockholm-Kalmar-Lübeck. 1897 förliste Dana utanför Oxelösund, varvid man till ersättning köpte in den 40 år gamla S/S Lennart Torstensson från konkurrenten Rederi AB Svea. 1904 såldes S/S Lennart Torstensson till Finland och samma år gick Sydkusten spårlöst förlorad efter att ha lämnat Lübeck. Bolaget överlevde inte katastrofen och likviderades 10 april 1905.